# 齐襄公
齐襄公（約前729年—前686年），姓姜，名诸儿，齊僖公的儿子、齐桓公的哥哥，春秋时代齐国第十四位国君。周庄王元年（前698年）即位。在位期间，國力渐强，曾攻伐衞國、鲁国、郑国。在位期間執政為王子成父。

## 生平
襄公在位期間，不斷侵略鄰國，並策劃暗殺鄰國國君，為齊國日後成為春秋霸主奠定了基礎。 
前696年，衛國左、右公子怨恨衛惠公毀謗殺害太子伋而取代他繼位，于是起兵作亂，進攻衛惠公，改立太子伋同母弟公子黔牟為君，史稱衛君黔牟，衛惠公逃到齊國。公元前688年，齊襄公率領諸侯联军討伐衛國，護送衛惠公回國复位，誅殺左、右公子，衛君黔牟于是逃到周朝。
前694年，魯桓公與齊襄公於濼(今山東濟南西北)會面。期間，齊襄公與魯夫人文姜（亦為齊襄公之妹）私通，隨後命彭生弒殺魯桓公。事後，齊襄公為向魯國交代，遂將彭生誅殺。
前690年，降服紀國。前686年，齊、魯聯軍討伐郕國，郕國歸降。
前694年，齐襄公在卫国的首止召开盟会，因旧怨而设下埋伏杀死郑国君主子斖。

## 死亡
前686年，齐襄公到郊外打猎，发现一头野猪，随从说是彭生，襄公怒而射箭。野猪像人一样站起来嚎叫，齐襄公惊恐中遺失一只鞋子。当晚大将连称發動兵变，襄公躲起来，却因被看見一只脚而被逮，为連稱、管至父等人所杀。连称立齐襄公的堂弟公孙无知即位。

## 妻妾
- 王姬，齐襄公夫人，前693年，嫁入齐国
- 连称堂妹，齐襄公妾，不得宠，连称和公孙无知让她去探察襄公的情况。公孙无知对她说：“事情成功，我把你立为君夫人。”

## 影視作品
- 《东周列国春秋篇》由鮑大志飾演。